# 秋山稔樹
秋山 稔樹（あきやま としき、2001年9月12日 - ）は、中央競馬（JRA）・栗東トレーニングセンター所属の騎手。競馬学校騎手課程第36期生。

## 来歴
アメリカ同時多発テロ事件翌日の2001年9月12日に生まれる。父の影響で幼い頃から競馬に興味を持ち、兄が騎手を目指していたこともあり、その背中を追いかけて馬の世界を目指した。
2020年2月に競馬学校を卒業し、美浦所属の騎手となった。騎手免許交付初日の3月1日、2回中山競馬2日目第1競走にてラブエスポー（12頭立て8番人気）に騎乗してデビューし、結果は5着だった。デビュー3週目の3月15日、中山1Rをデビュー戦騎乗馬ラブエスポーで勝利し、11戦目にして初勝利を挙げるとともに、美浦所属の同期の騎手では初勝利一番乗りとなった。
同年9月29日には、船橋競馬場で行われた「2020ヤングジョッキーズシリーズ・トライアルラウンド船橋」の第一戦を制した。
2020年は、顕著な成績を残した関東の新人騎手に贈られる民放競馬記者クラブ賞を受賞し、感謝の言葉をコメントした。
2021年1月5日、中山2Rでフォーウィンズに騎乗中、第1コーナー付近で同馬が故障して落馬。病院に搬送され頭部外傷、右肘挫傷、右耳介挫創と診断された。
2023年5月30日から約3か月間、栗東で武者修行を行った。これが契機となり、2024年から美浦所属のまま栗東に活動拠点を移したが、2025年1月27日付で栗東に所属が変更となった。
2025年2月15日、小倉12Rでグランドセントラルに騎乗して1着となり、現役86人目となるJRA通算100勝を2223戦目で達成した。

## エピソード
- 目標とする騎手は武豊。同騎手について、「馬と折り合わせる技術に優れていると思う」と述べている[1]。

## 騎乗成績

### 概要
|            | 日付          | 競馬場・開催    | 競走名      | 馬名         | 頭数 | 人気 | 着順 |
| ---------- | ------------- | --------------- | ----------- | ------------ | ---- | ---- | ---- |
| 初騎乗     | 2020年3月1日  | 2回中山2日目1R  | 3歳未勝利   | ラブエスポー | 12頭 | 8    | 5着  |
| 初勝利     | 2020年3月15日 | 2回中山6日目1R  | 3歳未勝利   | ラブエスポー | 12頭 | 3    | 1着  |
| 重賞初騎乗 | 2021年3月20日 | 2回中京3日目11R | ファルコンS | ラングロワ   | 15頭 | 14   | 13着 |

### 年度別成績
| 年度 | 中央・平地競走 | 中央・平地競走 | 中央・平地競走 | 中央・平地競走 | 中央・平地競走 | 中央・平地競走 | 中央・平地競走 |
| 年度 | 1着            | 2着            | 3着            | 騎乗数         | 勝率           | 連対率         | 複勝率         |
| ---- | -------------- | -------------- | -------------- | -------------- | -------------- | -------------- | -------------- |
| 2020 | 17             | 17             | 19             | 350            | .049           | .097           | .151           |
| 2021 | 42             | 37             | 36             | 689            | .061           | .115           | .167           |
| 2022 | 20             | 18             | 31             | 484            | .041           | .079           | .143           |
| 2023 | 5              | 9              | 9              | 313            | .016           | .045           | .073           |
| 2024 | 12             | 21             | 22             | 346            | .035           | .095           | .159           |
| 通算 | 96             | 102            | 117            | 2182           | .040           | .086           | .138           |

騎手名鑑 JRA を参照